# Ґріггс (гора)
Гора Ґріггс (англ. Mount Griggs), раніше відома як вулкан Найф-Пік, — стратовулкан, який розташований за 10 км від вулканічної дуги, з якою пов'язані вулкани групи Катмай. В історичний час вивержень гори Ґріггс не зафіксовано, але активні фумароли знаходяться у кратері на вершині та вздовж верхнього південно-західного краю. Фумароли на південно-західному фланзі є найгарячішими. Деякі з флангових фумаролів ревуть так голосно, що їх можна почути з дна долини. Схили гори Ґріггс вкриті відкладами від виверження вулкана Новарупта в 1912 році. Вершина складається з трьох концентричних кратерів, найнижчий і найбільший з яких містить недавній конус вершини, увінчаний двома кратерами. Об'єм вулканічної споруди оцінюється приблизно в 25 км3. Дані ізотопних досліджень свідчать, що джерело магми Ґріггса відрізняється від інших вулканів Катмай.
Гора була названа на честь доктора Роберта Фіске Ґріггса (1881—1962), ботаніка, який досліджував цю територію після виверження вулкана Катмай у 1912 році. Його робота сприяла створенню Національного пам'ятника Катмай президентом Вудро Вільсоном у 1918 році.

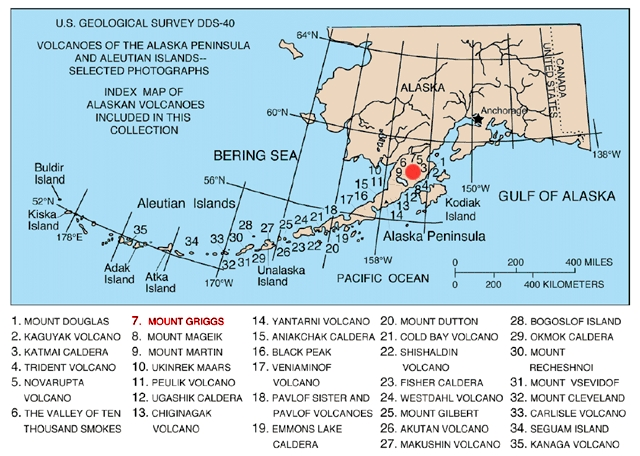
Карта місцезнаходження гори Ґріггс

## Інші посилання
- Вулкани півострова Аляска та Алеутські острови — вибрані фотографії
- Гора Гріггс в обсерваторії вулканів Аляски
- Гора Гріггс у Смітсонівському глобальному вулканічному проекті